# Jaune impérial

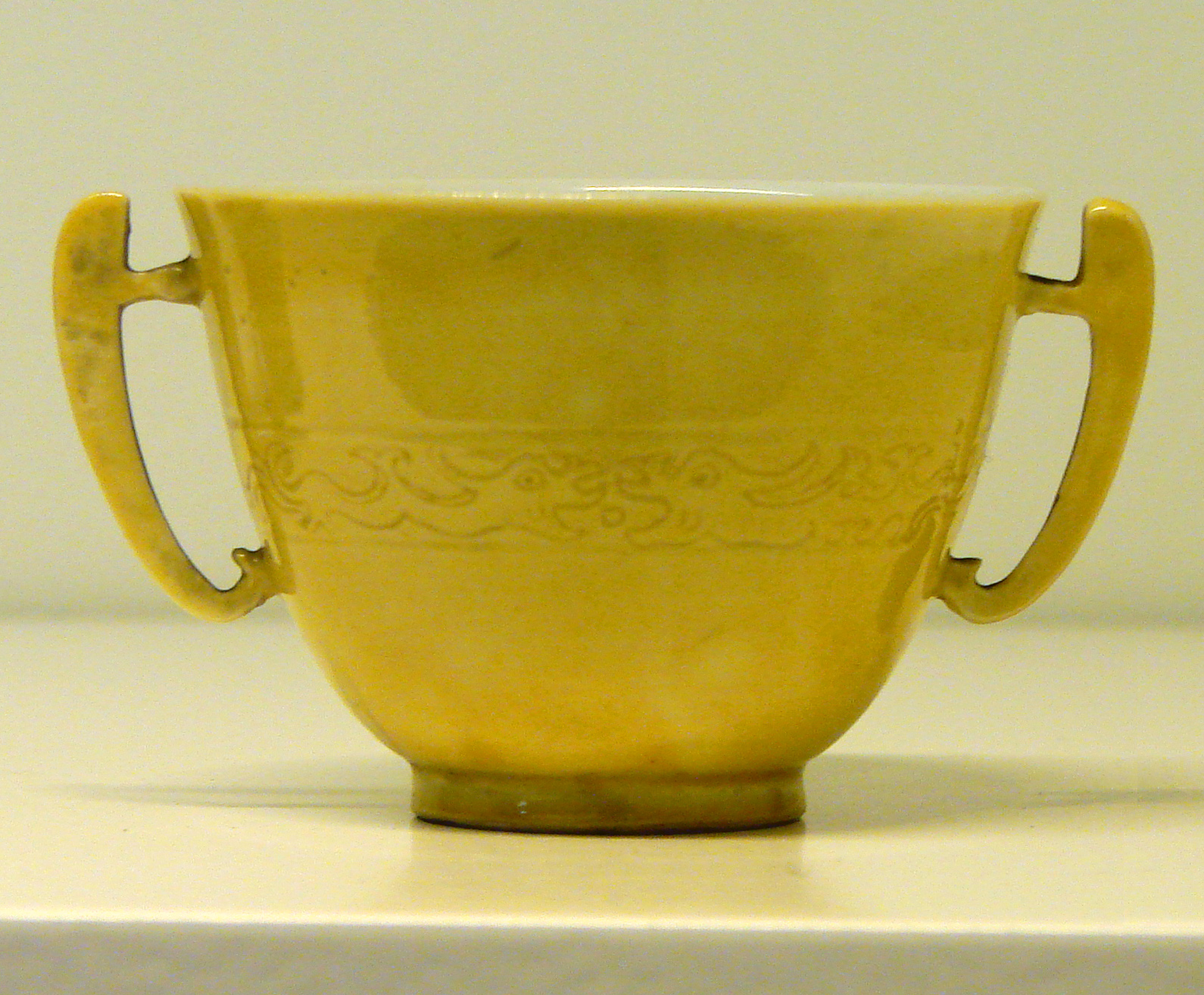
Coupe à anses, porcelaine monochrome jaune impérial, période Kangxi (1662-1722). Musée Guimet, Paris.

Le nom de couleur Jaune impérial s'utilise initialement dans la description d'œuvres d'art et d'antiquités chinoises et leurs imitations européennes, synonyme de jaune soufre, mais désignant parfois d'autres nuances de jaune.

« Témoin le fameux jaune impérial, si riche et si beau, que l'empereur de Chine et les grands mandarins avaient seuls le droit de le porter. »

— Maurice Barr, 1867.

## Nom commercial
Jaune impérial est aussi un nom commercial pour une des nuances du jaune de chrome dans la deuxième moitié du XIXe siècle et au début du XXe siècle.
Jaune impérial peut encore être une traduction de l'allemand Kaiser Gelb, désignant des verres colorés au sulfure de cadmium, vraisemblablement inventés par la firme Josef Riedel en 1886.
En 1927, un colorant organique synthétique aurantia ou jaune impérial est interdit.